# Nerikare
Nerikare je bil faraon iz Trinajste egipčanske dinastije, ki je vladala v drugem vmesnem obdobju Egipta. Egiptologa Kim Ryholt in Darrell Baker menita, da je bil tretji vladar dinastije in da je vladal malo časa okoli leta 1796 pr. n. št. Jürgen von Beckerath ga šteje za 23. vladarja dinastije, ki je vladal za Sehetepkare Intefom.

## Dokazi
Neikare je znan predvsem z ene same izgubljene stele, datirane v prvo leto njegovega vladanja.  Najdbo je leta 1897 objavil  Karl Richard Lepsius.
Priimek faraona, ki bi lahko bil Nerikare, je dokazan na zapisu vodostaja Nila v Semni, Nubija,  v bližini drugega Nilovega katarakta. Zapis je iz njegovega prvega vladarskega leta. Egiptologa F. Hintze in  W. F. Reineke ga bereta kot "Džefakare". Kim Ryholt trdi, da je njuno branje napačno. Priimek se zdaj bere "Nerikare".

## Kronološki položaj
Kim Ryholt poudarja, da vsi znani zapisi o Nilu,   podobni tistim, ki se pripisujejo Nerikareju, datirajo v obdobje pozne Dvanajste ali zgodnje Trinajste dinastije in iz tega sklepa, da je Nerikare vladal prav v tem obdobju. Ker Nerikareja na Torinskem seznamu kraljev ni, domneva, da je bil omenjen na manjkajočem delu seznama. Vladal naj bi natančno 6 let, Ryholt pa trdi, da samo eno leto. Zapis o stanju Nila, datiran v prvo leto njegovega vladanja, kaže, da je začel vladati na začetku koledarskega leta pred sezono poplav, med katerimi so se delali takšni zapisi.

## Ime (nomen)
Študija drugega vmesnega obdobja Egipta, ki jo je opravil Ryholt leta 1997, je zaključila, da se je imenoval Sobek. Ime se pojavlja na treh pečatih, ki bi se lahko datirali v Trinajsto dinastijo pred Sobekhotepa III. Ker sta iz tega obdobja znana imena vseh vladarjev, razen dveh,  je Ryholt zaključil, da bi to ime lahko imela samo Nerikare ali Kekemrekutavi Kabau.